# Lada (mythologie)

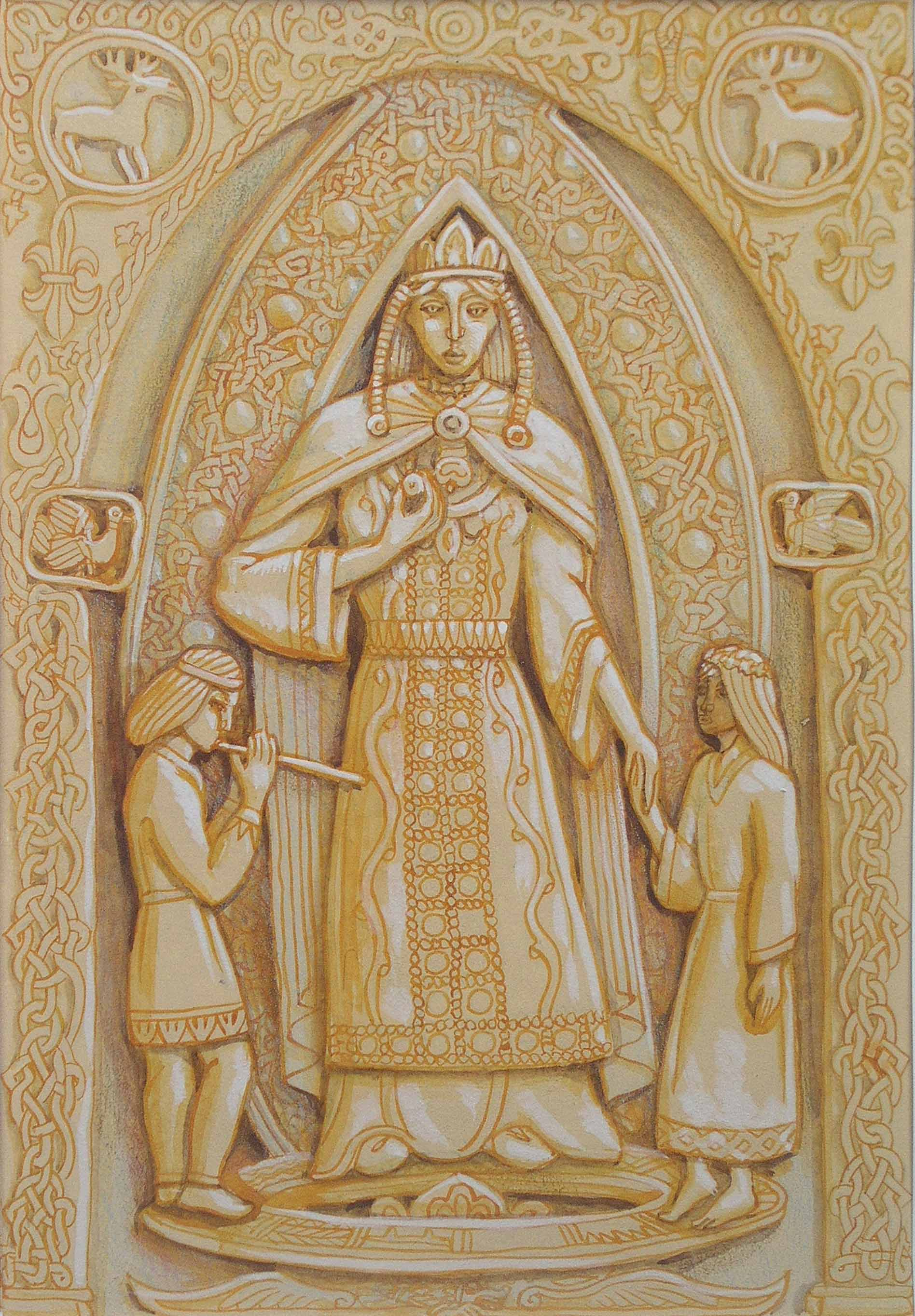
M. Presniakov. Lada. 1998.

Lada serait selon certains chercheurs (Famintsyne, Rybakov et leurs disciples) dans la mythologie slave la déesse du printemps, des labours de printemps, des semis, protectrice du mariage et de l'amour ; elle évoquerait l'harmonie et la joie. Elle représenterait le contre-poids équilibrant la masculinité de Péroun.
Selon Francis Conte, qui se réfère à D. Atkinson, « le mythe de la grande déesse Lada  », en tant que « source et symbole de l'irrésistible attraction sexuelle exercée par la femme » aurait longtemps persisté dans l'inconscient collectif des Slaves et aurait pu contribuer à la crainte du pouvoir féminin et à la volonté de tenir les femmes à distance, c'est-à-dire dans la soumission.
Selon d'autres[réf. nécessaire], Lada serait une divinité païenne d'un fakelore slave qui n'a probablement jamais existé dans l'ancien panthéon slave. Il pourrait s'agir d'un parfait exemple de pure création romantique ou néopaganiste issue de la reconstruction de la mythologie slave.
Lada est mentionnée dans le Voyage de Pétersbourg à Moscou d'Alexandre Radichtchev (1790), au chapitre Valdaï : l'auteur y évoque les bains de vapeur qui attendent le voyageur à l'étape, et qui sont « des lieux où sont célébrées des fêtes de l'amour » : celui-ci « a l'intention de sacrifier à Lada, par tous adorée » (il s'agit donc en fait de lupanars, et Lada représente pour l'auteur un équivalent de Vénus). Le traducteur, Bernard Kreise, indique en note que Lada est la « déesse de l'amour et de la beauté, ajoutée tardivement au panthéon de la mythologie slave ».